# Dolichopeza (Trichodolichopeza) sparsihirta
Dolichopeza (Trichodolichopeza) sparsihirta is een tweevleugelige uit de familie langpootmuggen (Tipulidae). De soort komt voor in het Oriëntaals gebied.